# Louis Rossy
Louis Joseph Rossy, né le 13 mai 1817 à Valenciennes et mort le 21 juin 1890 à Condé-sur-l'Escaut, est un peintre, aquarelliste, architecte et décorateur français.

## Biographie
Louis Rossy commence sa formation comme élève de Jacques-François Momal et de Julien Potier à École supérieure d'art et de design de Valenciennes. Il poursuit ensuite sa formation de décorateur à Paris dans l’association de Charles Séchan, Léon Feuchère, Édouard Desplechin, Jules Dieterle où il pratique principalement la peinture à l’huile sur toile. Il est également élève de l’architecte Henri Labrouste et d'Abel de Pujol,.
Il commence sa carrière dans l’atelier du marquis de Montaigu où les clients sont des familles aristocratiques du faubourg Saint-Germain. Cette aventure prend fin  avec la révolution de 1848.
De retour à Valenciennes, il travaille avec Jean-Baptiste Carpeaux et Bruno Chérier.
Il s’installe ensuite à Condé-sur-l'Escaut, où il dispense des cours de dessin au collège.
Sa femme est fortunée, il cesse alors ses activités d'architecte, mais continue la décoration et les aquarelles en dilettante. Dans ses aquarelles, les animaux occupent presque toujours la place principale. Il leur fait parfois jouer un rôle humain. Ce seront ses œuvres les plus connues. Certaines, reproduites en chromolithographie, feront le tour du monde.
En 1854, il fonde une école de dessin à Condé-sur-l’Escaut. Les cours qu'il prodigue sont gratuits et réservés à la classe ouvrière, ce qui lui a valu le titre d'officier de l’ordre des Palmes académiques. Louis Rossy et son épouse habitent ensuite au château des Douaniers, propriété familiale de sa femme.
Louis Rossy écrit également des poésies. En 1886, il rend hommage à Jean-Baptiste Carpeaux et Antoine Watteau dans ses Chansons Valenciennoises : « J'ai vu, la nuit, le Grand Watteau avec son ami Carpeaux ».

## Vie privée
Louis Rossy est le fils de Louis Joseph Rossy et Claire Charlotte Delhaye.
À Condé-sur-l'Escaut, il fait la connaissance de Marie Clément, veuve d’Augustin Defline, propriétaire d’un chantier de construction de bateaux. Il l'épouse en 1855. Ensemble, ils habitent au château des Douaniers, ainsi qu'au no 17 rue Notre-Dame à Condé. Il effectue les plans de cette maison pour une rénovation. Le château des Douaniers à Fresnes-sur-Escaut fait partie des 353 éléments répartis sur 109 sites qui ont été inscrits le 30 juin 2012 sur la liste patrimoine mondial de l'Unesco. Il constitue une partie du site no 2.
Louis Rossy devient un beau-père attentionné et affectueux des trois enfants de Marie Clément. Il sera influent dans la réussite des études de son beau-fils, Joseph Defline, qui deviendra Conseiller Général du Nord et maire de Bruay.

## Œuvres

### Architecture et décoration
- Salon de Jean-Baptiste Foucart sur le thème des Fables de La Fontaine (M. Foucart est le témoin au mariage de Rossy).
- Salle de spectacle de Condé[5].
- Plusieurs châteaux, dont le château de Guoeulzin (Douai) et le château de Bruay-sur-l’Escaut[10].

### Art graphique
La plupart de ces aquarelles ont été reproduites en chromolithographie et/ou en lithographie
- Église de Serans, Salon de 1846[5]
- Condé : maison natale de la Clairon et clocher d'église (Maison de l’actrice Mademoiselle Clairon).
- Vue de l’ancien hôtel de ville de Valenciennes, médaille d’or par la Société sciences et arts de Valenciennes, musée des beaux-arts de Valenciennes[11].
- Le Braconnier
- Les Maraudeurs
- La Raison du plus fort
- La Raison du plus faible
- La Veille de l’ouverture
- Le Jour de l’ouverture de la chasse
- Le Jour de la fermeture de la chasse
- Après la fermeture
- Que faire en un gîte, à moins qu’on ne fume
- Je suis donc une foudre de guerre
- Chasse réservée
- Chasse banale

Œuvres de Louis Rossy
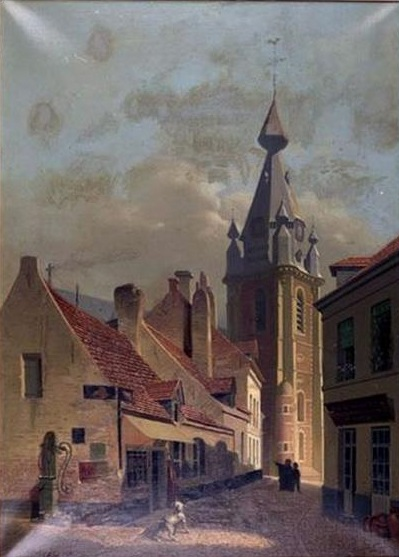
Maison natale de la Clairon et clocher d'église, musée des beaux-arts de Valenciennes.
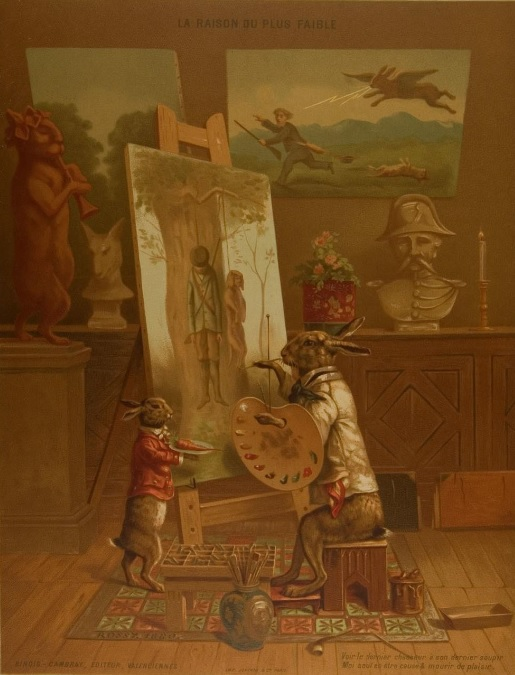
La Raison du plus faible, chromolithographie.
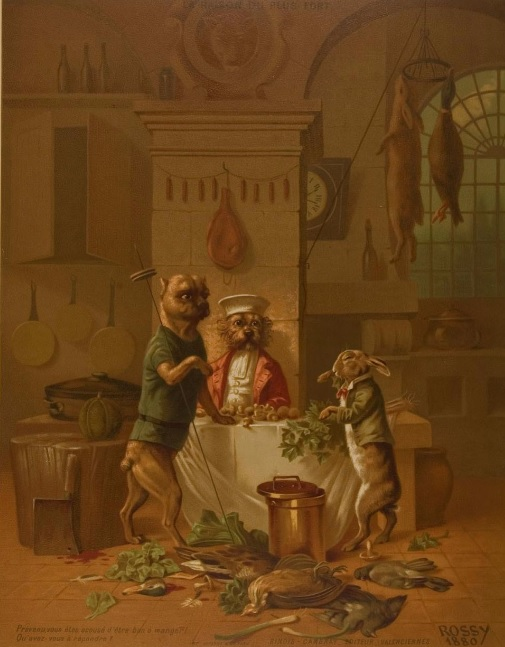
La Raison du plus fort, chromolithographie.
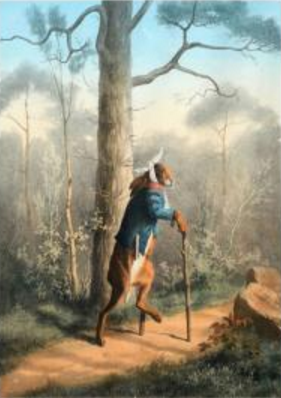
La Veille de l'Ouverture, chromolithographie.
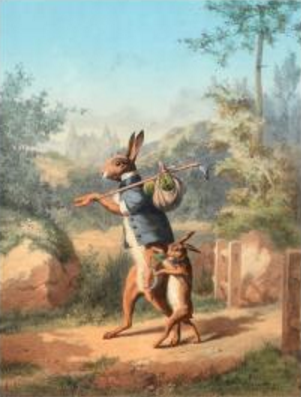
Après la Fermeture, chromolithographie.
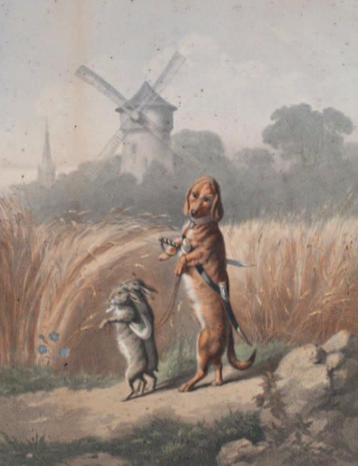
Les Maraudeurs, chromolithographie.
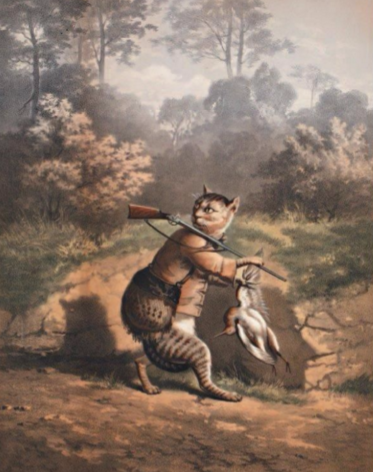
Le Braconnier, chromolithographie.